# Parthenios
Parthenios var en forngrekisk skald och grammatiker från Nicæa i Bitynien som levde under första århundradet  f. Kr. Han kom under det mithridatiska krigen till Rom, där han trädde i nära förbindelse med Gallus och Vergilius samt även övade inflytande på deras skaldeverksamhet. Under hans namn finns en samling på prosa berättade olyckliga kärlekshistorier, Erotika pathemata, vilkas ämnen är hopsamlade från den äldre huvudsakligen mytologiska litteraturen.